# تندراگی
تندراگی (به انگلیسی: Tandragee) یک روستا در بریتانیا است. تندراگی ۳٬۴۸۶ نفر جمعیت دارد.